# Koupe-et-Manengouba
Departament Koupe-et-Manengouba – departament w Regionie Południowo-Zachodnim w Kamerunie ze stolicą w Bangem. Na powierzchni 3 404 km² żyje około 123 tys. mieszkańców.